# Distrito de Oyam
El distrito de Oyam es uno de los numerosos distritos de la República de Uganda, su ubicación es en la región norte del país africano recientemente citado.
El nombre de este distrito, Oyam, proviene de su ciudad capital, la ciudad de Oyam, que es el centro económico de este distrito además de ser la zona donde se concentra la mayoría de la población del distrito de Oyam.
Este distrito posee una población de 270.720 habitantes, según las cifras del censo realizado en 2002.
- Datos: Q1318833
- Multimedia: Oyam District / Q1318833